# Рогович Панас Семенович
Опана́с Семе́нович Рого́вич  (* 18 (30) січня 1812, хутір Рогівлі, Чернігівська губернія –1878) — ботанік і палеонтолог, козацько-старшинського роду на Чернігівщині.    

## Біографія
В 1837 Опанас Рогович закінчив Київський університет. 1843 року був відправлений за кордон, а потім був призначений ад'юнктом ботаніки. 1850 року отримав звання магістра мінералогії і геогнозії за дисертацію про викопні риби. У 1853-68 роках — професор ботаніки, одночасно директор Ботанічного саду Київського університету. 

## Наукова діяльність
Опанас Рогович зібрав багатий колекційний матеріал (гербарій, який подарував університетові), вивчав буровугільні відклади; подав перші ґрунтовні списки рослин Лісостепу і Полісся, описав ряд нових видів рослин, досліджував викопних риб, ссавців, птахів, морських їжаків.
Рогович збирав матеріали до словника народних назв рослин України з повір'ями й оповіданнями про них.
Він є автором таких наукових праць:
- «Обозрения сосудистых и полусосудистых растений, входящих в состав флоры губерний: Киевской, Черниговской и Полтавской» (1855)
- «Об ископаемых рыбах губерний Киевского учебного округа», випуск І (1860)
- «Обозрение семенных и высших споровых растений, входящих в состав флоры губерний Киевского учебного округа» (1869)

Ці праці прислужилися наступним поколінням ботаніків при написанні «Флори УРСР». Його колекція у Національному Гербарію України, на основі якої були написані ці праці, нараховує 12 260 гербарних аркушів (1469 видів із 547 родів і 92 родин) флори колишнього Київського Навчального Округу (Волинь, Поділля, Київська, Чернігівська, Полтавська область), над вивченням якої вчений працював протягом багатьох років.

## Описані вченим види
- Ulmus effusa Will. f. celtidea Rogow.[en]
- Urtica kioviensis Rogow. — Кропива київська
- Orobanche strumosa Rogow. ex Trautv.